# Великий Гэтсби (фильм, 2013)
«Вели́кий Гэ́тсби» (англ. The Great Gatsby) — художественный фильм режиссёра База Лурмана, экранизация одноимённого романа Фрэнсиса Скотта Фицджеральда. Лента снята в формате 3D, в главных ролях задействованы Леонардо Ди Каприо, Кэри Маллиган и Тоби Магуайр. Изначально мировая премьера планировалась на 25 декабря 2012 года, однако 6 августа было объявлено о переносе релиза на лето 2013 года. В США премьера состоялась 10 мая 2013 года, а в России — 16 мая.
Фильм был неоднозначно воспринят американской кинопрессой, но, невзирая на это, удостоен ряда наград, в том числе двух премий «Оскар» за лучшие декорации и костюмы.

## Сюжет
Ник Кэррауэй, выпускник Йельского университета, находится в санатории, где лечится от алкоголизма. Он рассказывает о человеке по имени Гэтсби, с которым его свела судьба в Нью-Йорке. Нику трудно говорить об этом, и врач предлагает ему описать эту историю на бумаге.
Свой рассказ Ник начинает воспоминанием о том, как в 1922 году переехал со Среднего Запада в Нью-Йорк и арендовал дом в Уэст Эгге на Лонг-Айленде. Ник посещает роскошное поместье Тома и Дейзи Бьюкененов. Дейзи была троюродной сестрой Ника, а её муж, Том, некогда играл в поло в Йеле, а ныне наслаждается богатством. Дейзи знакомит Ника со своей подругой, известной гольфисткой Джордан Бейкер. За ужином внезапно начинает звонить телефон: это звонит любовница Тома, о которой всем уже давно известно.
Для встреч с этой любовницей, Миртл Уилсон, женой ничего не подозревающего автомеханика Джорджа из шахтёрского района штата Нью-Йорк, Том арендует квартиру в городе. Том приглашает туда Ника, где тот также знакомится с Кэтрин, сестрой Миртл, и с четой МакКи, друзьями Миртл. Ночь заканчивается всеобщей попойкой и разбитым носом Миртл, раздражавшей Тома упоминанием имени Дейзи.
Все вокруг только и твердят Нику о мистере Джее Гэтсби, являющемся его ближайшим соседом, очень богатом человеке, известном проведением шикарных весёлых вечеринок в своём гигантском поместье, которые каждую субботу посещают сотни людей. Вскоре шофёр Гэтсби приносит Нику формальное приглашение на одну из таких вечеринок. Гэтсби был загадочным человеком, о размере и источнике огромных богатств которого ходило много слухов. Никто из встреченных Ником гостей даже не знал, как Гэтсби выглядит. Во время вечеринки некий мужчина завёл разговор с Ником о Гэтсби, но оказалось, что он и есть тот самый мистер Гэтсби.
Гэтсби импонирует Нику, вскоре между ними завязывается дружба.
Ник был очень удивлён, когда Гэтсби рассказал ему историю своей жизни и головокружительного успеха, впрочем, Ник отнёсся к этим словам иронично.
Гэтсби скрывает какую-то тайну, Нику пока непонятно, почему Джей Гэтсби так опекает его. Гэтсби знакомит Ника со своим компаньоном, тёмным дельцом по имени Мейер Вулфшим, которого просит подтвердить слова Гэтсби о его прошлом. Вскоре Мейер оставляет джентльменов наедине, и вот Гэтсби уже готов поведать Нику свой секрет, как вдруг появляется Том Бьюкенен, и Гэтсби внезапно уходит. Встретившись вечером в ресторане с Джордан, Ник начинает расспрашивать её о том, почему Гэтсби себя так странно ведёт, и Джордан рассказывает ему о том, что она, оказывается, уже видела Гэтсби пять лет назад. Тогда у него был роман с Дейзи, но вскоре ему пришлось уйти на фронт, а затем он просто исчез. Гэтсби написал Дейзи в день её свадьбы с Томом, что всё ещё любит её, и свадьба чуть не сорвалась, но всё же Дейзи вышла за Тома. Тогда Гэтсби приобрёл дом напротив особняка Бьюкененов (дом находится на другом берегу залива), чтобы быть всегда рядом с Дейзи, и все вечеринки он закатывал в надежде на то, что однажды Дейзи придёт туда и они встретятся. Но Дейзи так ни разу и не пришла, поэтому Гэтсби просит Ника устроить им встречу.
Ник обещает сделать это, и встреча с Дейзи состоялась — вначале ситуация была неловкой, но затем всё пошло по плану.
Ник узнаёт подробности о жизни Джея Гэтсби: вся его прошлая жизнь — стремление на вершину, ведь 5 лет назад он, бедный офицер, испугался, что Дейзи, дочка богатых и знатных родителей, откажет ему или он не сможет её обеспечивать, поэтому он не вернулся к ней после фронта.
На самом деле Гэтсби родился в нищей семье из Северной Дакоты, рос в грёзах и мечтах, где отождествлял себя с сыном Бога. Подростком Джей Гетц (настоящая фамилия сегодняшнего богача Гэтсби) ушёл из дома навстречу судьбе. Случай помог ему познакомиться с миллионером, которого Джей спас от смерти. В награду он получил воспитание — спасённый миллионер обучил его многим вещам. К сожалению, после смерти наследство миллионера досталось его семье, а не Джею, но он уже был во всеоружии. К началу лета вся пресса только и пестрила сообщениями о тайном богаче, устраивающем грандиозные вечеринки.
Вскоре Гэтсби приглашает Дейзи и Тома на свою вечеринку. Том сразу почувствовал угрозу, исходящую от Гэтсби, весь вечер он грозился навести справки об этом человеке. Когда Том увлёкся разговорами на вечеринке, Гэтсби вывел Дейзи в парк и там поцеловал её. Дейзи предлагала им сбежать, но Гэтсби отказался, заявив, что они будут жить в его шикарном особняке, когда придёт время. С тех пор Дейзи постоянно стала приезжать к Гэтсби. Шумные вечеринки прекратились, большая часть прислуги была уволена, ведь Гэтсби не хотел, чтобы кто-то узнал и разболтал об их романе с Дейзи раньше времени. Вскоре Гэтсби вместе с Ником и Джордан наведывается в гости к Бьюкененам, где у Дейзи происходит нервный срыв.
Том Бьюкенен, предчувствуя назревающий конфликт, приглашает всех ехать в город.
Гэтсби уже в отеле «Плаза» пытается направить Дейзи на разговор с Томом, чтобы Дейзи призналась, что она никогда не любила Тома, но Дейзи колеблется, ведь, на самом деле, она любит и того, и другого. Том, видя нерешительность Дейзи, обвиняет Гэтсби в том, что он бутлегер, а слова Тома о том, что Гэтсби не знатного рода, морально разбивают Джея. Том чувствует победу и решает, что обратно Дейзи и Гэтсби поедут вместе в его машине, а он, Ник и Джордан едут в другой машине.
В это время Джордж Уилсон скандалит со своей женой, заподозрив её в неверности. Она выбегает из дома и её сбивает насмерть машина Гэтсби, которую вела Дейзи. Машина уносится прочь. Ехавшие позади Джордан, Ник и Том замечают погибшую. Том узнаёт в ней свою любовницу. Джордж обезумел от горя. Он одержим мыслью, что водитель машины, сбившей Миртл, был тем, с кем она встречалась. Том говорит вдовцу, что эта машина принадлежит Гэтсби.
Джордж Уилсон находит и убивает Гэтсби в его бассейне и затем совершает самоубийство.
Ник обзванивает знакомых Гэтсби, но никто из них не приходит на похороны. Том и Дейзи уезжают, не оставив координат. После похорон Ник бесцельно слоняется по улицам Нью-Йорка, который потерял свой былой лоск и теперь видится герою грязным душным мегаполисом, где простые люди как могут держатся за свою жизнь. Смерть Гэтсби ознаменовала для него окончание «Эпохи джаза» и начало Великой депрессии.
В санатории Ник дописывает мемуары. Заканчивая последний лист, Ник ручкой приписывает к названию «Гэтсби» слово «великий».

## В ролях
В фильме задействовано свыше 70 актёров, не считая актёров массовки.
- Тоби Магуайр — Ник Кэррауэй (рассказчик, главный герой)
- Леонардо Ди Каприо — Джей Гэтсби[англ.]
- Кэри Маллиган — Дейзи Бьюкенен
- Айла Фишер — Миртл Уилсон
- Джоэл Эдгертон — Том Бьюкенен
- Элизабет Дебики — Джордан Бейкер
- Джейсон Кларк — Джордж Уилсон
- Аделаида Клеменс — Кэтрин
- Амитабх Баччан — Мейер Вольфшейм
- Макс Каллен (англ. Max Cullen) — Оул Айс
- Брендан Маклин (англ. Brendan Maclean) — Юинг Клипспрингер
- Каллан Маколифф — Джей Гэтсби в молодости
- Стивен Джеймс Кинг (англ. Stephen James King) — Нельсон
- iOTA[англ.] — Тедди Бартон
- Винс Колосимо (англ. Vince Colosimo) — Майклис
- Хезер Митчелл — мать Дейзи
- Стив Бисли — Дан Коди
- Ричард Картер (англ. Richard Carter (actor)) — Герцог
- Феликс Уильямсон (англ. Felix Williamson) — Генри
- Кейт Мулвани (англ. Kate Mulvany) — миссис МакКи
- Джек Томпсон — доктор Вальтер Перкинс, Генри Ц. Гатз
- Ник Тейт — водитель такси
- Джемма Уорд — Languid Girl
- Дрю Пирсон (англ. Drew Pearson (actor)) — Party Guest — Hotel Sayre
- Яцек Коман — в титрах не указан

## Съёмки
В 2001 году после успеха фильма «Мулен Руж!» Баз Лурман отправился в путешествие по Транссибирской магистрали, чтобы «разобраться с самим собой». В дорогу кинематографист взял аудиокнигу «Великий Гэтсби» и пришёл к идее, что экранизация могла бы стать «отличным фильмом».
Съёмки фильма проходили с 5 сентября по 22 декабря 2011 года в Сиднее. При работе использовались камеры RED Epic.
На роль Дейзи Бьюкенен рассматривались: Аманда Сейфрид, Кира Найтли, Ребекка Холл, Блейк Лайвли, Эбби Корниш, Мишель Уильямс, Скарлетт Йоханссон и Натали Портман. Тома Бьюкенена могли сыграть Бен Аффлек, Брэдли Купер и Люк Эванс.
В одном интервью Лурман сказал:
Если вы поставите людей перед зеркалом, которое скажет им: вы были пьяны от денег, — они не захотят смотреть в него. Но если вы спроецируете отражение на иную эпоху, то такая история будет пользоваться спросом.

## Отзывы
Фильм получил смешанные отзывы. На сайте Rotten Tomatoes рейтинг составляет 49 % на основе 270 отзывов со средней оценкой 5,8 из 10. На Metacritic — 55 %.
Зрители положительно приняли фильм — на IMDb рейтинг картины составляет 7,3 балла из 10. CinemaScore — фирма, занимающаяся исследованием рынка, — проводила опрос зрителей на выходе из кинотеатра в течение открывающего уик-энда. Так, средняя оценка кинозрителей была «четыре» по пятибалльной шкале.
Джо Моргенштерн из The Wall Street Journal посчитал, что тщательно продуманный дизайн постановки дал осечку, и сравнил фильм с самими «ревущими двадцатыми», как их представлял Фицджеральд, и раскритиковал их, заявив, что: в фильме непоправимо неправильно, так это то, что в нем нет реальности, которую нужно усилить, это зрелище в поисках души.. The Chicago Reader сочла, что «Лурманн — совершенно неподходящий человек для адаптации такой изящно прорисованной истории, а его 3D-полнометражный фильм напоминает жуткий рев 20-х годов в женском клубе». Кристофер Орр из The Atlantic заметил, что «проблема в том, что когда фильм развлекательный, это не Гэтсби, а когда это Гэтсби, это не развлекательно».
Положительные отзывы включали А.О. Скотта из The New York Times, который счел, что адаптация вышла очень веселой и менее традиционной экранизацией, чем броской, дрянной оперой, своенравным, щедро театральным празднованием эмоциональной и материальной экстравагантности, которую Фицджеральд наблюдал с завороженной амбивалентностью; Скотт посоветовал «лучший способ насладиться фильмом — это отложить в сторону любую литературную программу, которую вам хочется взять с собой». Тай Берр из The Boston Globe особо похвалил игру Ди Каприо, сказав: Великолепно – единственное слово, которое может описать это выступление — лучший фильм Гэтсби на сегодняшний день, сверхчеловеческий в своем обаянии и связях, хозяин невообразимых развлечений, а в глубине души неуверенный в себе мошенник, чьи надежды приколоты к женщине.
Роль Тоби Магуайра в роли Ника получила смешанные отзывы критиков, Филип Френч из The Guardian назвал его «неверно выбранным или направленным не туда».

## Награды и номинации
| Награды и номинации       | Награды и номинации                    | Награды и номинации         | Награды и номинации |
| Награда                   | Категория                              | Номинант                    | Результат           |
| ------------------------- | -------------------------------------- | --------------------------- | ------------------- |
| «Британская киноакадемия» | «Лучший дизайн костюмов»               | Кэтрин Мартин               | Победа              |
| «Британская киноакадемия» | «Лучший грим и укладка волос»          | Маурицио Сильви, Керри Уорн | Номинация           |
| «Британская киноакадемия» | «Лучшая работа художника-постановщика» | Катрин Мартин, Беверли Данн | Победа              |
| «Оскар»                   | «Лучшая работа художника-постановщика» | Катрин Мартин, Беверли Данн | Победа              |
| «Оскар»                   | «Лучший дизайн костюмов»               | Кэтрин Мартин               | Победа              |
| «Империя»                 | «Лучший женский дебют»                 | Элизабет Дебики             | Номинация           |